# ベンチャースター

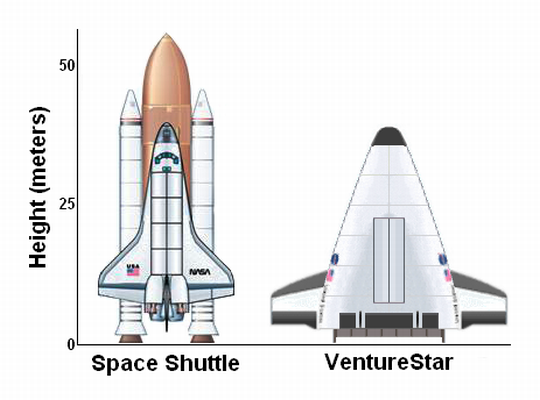
ベンチャースターの全長はスペースシャトルよりも約10m短い

ベンチャースター (VentureStar) は1996年にロッキード・マーティンの提唱した単段式の再使用型宇宙往還機である。技術実証機X-33が2001年に開発中止となったことにより、ベンチャースターも構想のみで終了した。
ベンチャースターは、リフティングボディであり、4枚の尾翼を持つ機体が構想されていた。全長46m、全幅48m、総重量1,192tで、最高速度はマッハ25。主な目的は、スペースシャトルの後継機として、人工衛星を既存の10分の1のコストで打ち上げられる再利用型で無人のスペースプレーンとなることであった。無人での打ち上げが条件であったが、積荷として乗客を運ぶことも予想されていた。機体は垂直に離陸し、飛行機のように滑走路に着陸する。液体酸素・液体水素を推進剤とするリニアエアロスパイクエンジンを利用して、どの高度でも高い推進能力を有するよう設計されていた。耐熱装置も金属製の新型のものを採用し、スペースシャトルよりも整備が低費用で安全であることを目指した。機体中央部に貨物室を持ち、胴体背面にカーゴ・ベイが設けられる。
X-33のテスト計画の消滅とともに、ベンチャースターの開発計画も打ち切られた。

## X-33
X-33はベンチャースターに必要な先端技術を実証するために、NASAとロッキード・マーティンの共同でスカンクワークスチームにより開発が進められていた実験機である。ベンチャースターと同じような形状で、全長21m、全幅23m、総重量129tと、半分以下の大きさをしており、最高速度もマッハ13程度に抑えられていた。試験の失敗、スケジュールの遅延、予算超過に悩まされ、2001年3月1日に計画は打ち切られた。